# Sub-Zero
Sub-Zero is een personage uit de Mortal Kombat spellenreeks. Hij werd geïntroduceerd als een personage in het eerste computerspel Mortal Kombat. Hij wordt getoond als een blauwe ninja.
De naam Sub-Zero wordt eigenlijk gedragen door twee personages. De oudere Sub-Zero (Bi-Han) verscheen voor het eerst in de eerste Mortal Kombat game, en wordt vervangen door zijn jongere broer (Kuai Liang) in Mortal Kombat II en de daaropvolgende games. In Ultimate Mortal Kombat 3 en de meeste versies van Mortal Kombat Trilogy, verschijnen zowel de oudere als jongere Sub-Zero als speelbare personages. Sub-Zero komt ook in vele andere Mortal Kombat media voor zoals de Mortal Kombat live action film-serie en geanimeerde serie.
Omdat de broers beiden zijn geboren in Earthrealm, en blauw-geklede moordenaars zijn die afstammen van Cryomancers, een oud ras van mensen die het vermogen bezitten om de bevoegdheden van ijs te genereren en te controleren, heeft Sub-Zero het aangeboren vermogen om ijs te controleren in vele vormen. Hij is vooral bekend van het vermoorden van zijn aartsrivaal Scorpion.